# Congregazione dei Sacri Cuori di Gesù e di Maria
La Congregazione dei Sacri Cuori di Gesù e di Maria (in francese Congrégation des Saints-Cœurs de Jésus et de Marie) è un istituto religioso femminile di diritto pontificio: le suore di questa congregazione pospongono al loro nome la sigla SS.CC.

## Storia
La congregazione sorse nell'agosto del 1874 dalla fusione delle  mariamette con le piccole figlie del Sacro Cuore, le due comunità al servizio della Missione di Siria della Compagnia di Gesù: le suore erano libanesi e siriane e appartenevano a vari riti, soprattutto al greco-cattolico e al maronita, ed emettevano voti privati annuali.
I primi anni di storia dell'istituto furono difficili e si pensò di unirlo a quello delle suore di San Giuseppe dell'Apparizione; il nuovo superiore della Missione, Rémi Normand, nel 1875 chiuse il loro noviziato e invitò le suore a disperdersi, ma a causa del rifiuto della maggior parte delle suore di abbandonare l'istituto e per le conseguenze negative della chiusura delle loro case sulla vita delle comunità cristiane locali, i superiori maggiori dei gesuiti della Missione (il provinciale di Lione e il preposito generale) riconsiderarono la situazione e il noviziato fu riaperto il 13 novembre 1884.
La Santa Sede il 1º giugno 1901 concesse alla congregazione un'approvazione decennale e la definitiva il 16 marzo 1931.
La congregazione è interrituale: ciascuna religiosa conserva il proprio rito, ma seguono tutte il rito latino in materia di calendario liturgico. La sua spiritualità è basata sugli esercizi di Ignazio di Loyola.

## Attività e diffusione
Le suore si dedicano all'istruzione e all'educazione cristiana della gioventù, al lavoro negli ospedali e nelle istituzioni per le giovani lavoratrici.
Oltre che in Libano e in Siria, le suore sono presenti in Algeria, Ciad, Mali e Marocco; la sede generalizia è a Beirut.
Alla fine del 2011 la congregazione contava 334 religiose in 58 case.